# Reverend Bizarre
A Reverend Bizarre 1995-től 2007-ig tevékenykedett finn doom metal együttes volt. 1995-ben alakultak meg Lohja-ban. Zenei hatásukként főleg a Pentagramot és a Saint Vitust jelölték meg, illetve a Black Sabbath is nagy hatással volt rájuk. 2007-ben feloszlottak, a tagok pedig új együtteseket alapítottak; The Puritan, Opium Warlords, illetve Lord Vicar neveken. Slave of Satan című daluk öt hétig szerepelt a finn slágerlistán, a második helyen. Teutonic Witch című daluk pedig az első helyet szerezte meg a slágerlistán.

## Tagok
- Albert Witchfinder – ének, basszusgitár
- Peter Vicar – gitár
- Earl of Void – dobok, gitár, billentyűk

### Korábbi tagok
- Juippi – dobok

## Diszkográfia
- In the Rectory of the Bizarre Reverend (2002)
- II: Crush the Insects (2005)
- III: So Long Suckers (2007)